# قضاء الشوف
الشوف هو أحد أقضية محافظة جبل لبنان الستة، يشكل مجرى نهر الدامور حدوده الشمالية، ومجرى نهر الأولي حدوده الجنوبية، ويمتد من شواطئ البحر الأبيض في الغرب صعودا نحو قمم جبل الباروك على ارتفاع ألفي متر لتشكل حدوده الشرقية، حيث تبلغ مساحته 495 كيلومترا مربعا أي 4.7 % من المساحة الإجمالية.

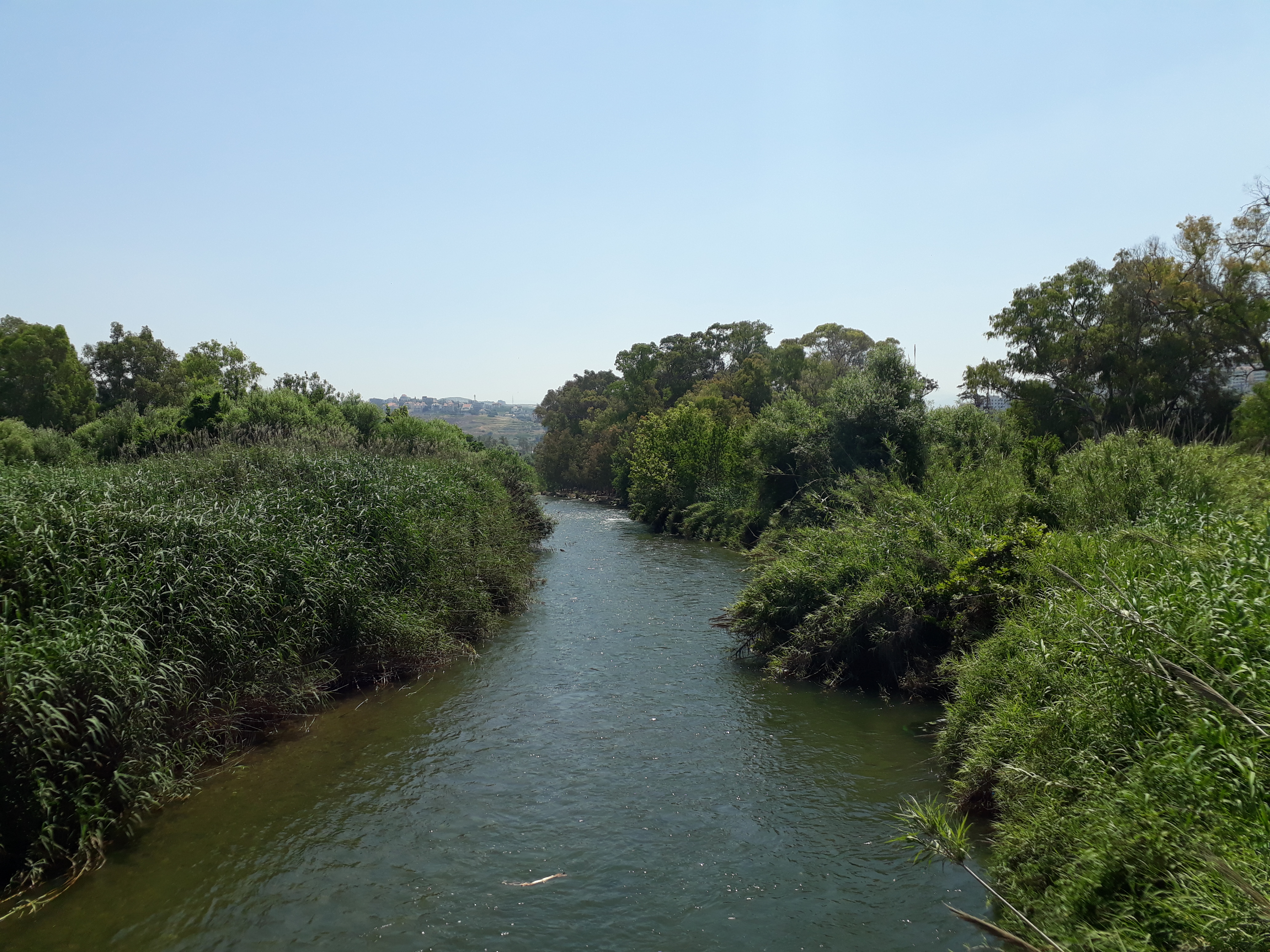
مجرى مياه نهر الأولي

يحده من الشمال قضاء عاليه ومن الشرق قضاء البقاع الغربي ومن الجنوب قضائي جزين وصيدا ومركزه مدينة بيت الدين عاصمة إمارة جبل لبنان، النواة التاريخية للجمهورية اللبنانية بشكليها السياسي والجغرافي. لا يزال قضاء الشوف واحداً من أكثر المناطق تنوعاً دينياً في لبنان، وفقاً للناخبين المسجلين تنقسم المنطقة حالياً بنسب متساوية من السكان الدروز والمسلمين السُنَّة والمسيحيين (الموارنة والروم الكاثوليك). يشكل كل من الدروز والسنَّة 30% من السكان، والباقي 40% من المسيحيين.

## جغرافيا المنطقة
تقع جنوب شرق بيروت وتضم المنطقة شريطًا ساحليًا ضيقًا بارزًا لمدينة الدامور المسيحية، ووديان وجبال المنحدرات الغربية لجبل الباروك وهو الاسم المحلي لكتلة جبل لبنان، التي توجد عليها أكبر غابة من تم العثور على أرز لبنان. الجبال مرتفعة بما يكفي لتتسع للثلوج.

## تاريخ
اعتاد أمراء لبنان الإقامة في الشوف، وعلى الأخص الدروز الأمير فخر الدين الثاني، الذي نال قوة كبيرة وتصرف باستقلالية كبيرة عن الإمبراطورية العثمانية في القرن السابع عشر. غالبًا ما يشار إليه على أنه مؤسس لبنان الحديث، على الرغم من أن منطقة نفوذه وسيطرته لاحقًا شملت أجزاء من فلسطين وسوريا الحاليين. ومن بين الأمراء الآخرين المثير للجدل بشير شهاب الثاني، الذي بنى قصر بيت الدين الرائع خلال النصف الأول من القرن التاسع عشر، ولكن يُعتقد أن سياساته حفزت أول صراع طائفي في لبنان بين المهيمنين تقليديًا الدروز والموارنة. مدينة تاريخية أخرى، مقابل بيت الدين مباشرة، هي دير القمر (دير القمر).
اتسمت العلاقة بين الدروز والمسيحيين في الشوف بالانسجام والتعايش السلمي، وكانوا يعيشون في جبال الشوف في الماضي في وئام تام. أسس الموارنة الكاثوليك والدروز لبنان الحديث في أوائل القرن الثامن عشر، من خلال النظام الحاكم والاجتماعي المعروف بـ «الثنائية المارونية - الدرزية» في جبل لبنان المتصرفية.
الشوف هي قلب الطائفة الدرزية اللبنانية، حيث يقيم الزعيم الدرزي وليد جنبلاط في قصر جنبلاط في بلدة المختارة. وقعت عدة اشتباكات عنيفة بين الدروز والمسيحيين، كما في 1848، 1860، ومؤخراً 1983-1984، خلال الحرب الأهلية اللبنانية (حرب الجبل، بالعربية: حرب الجبل). في نهاية كانون الثاني 1989 أطلق وليد جنبلاط مبادرة لمساعدة المسيحيين على العودة إلى منازلهم الجبلية. ما يقدر بنحو 300000 مسيحي قد هجروا ممتلكاتهم أثناء القتال. وحظيت المبادرة بدعم داني شمعون. تم سحب الخطة في 5 آذار / مارس بعد حصار العماد عون لميناء الدروز في الجية، وقصفه اللاحق لسوق الغرب واغتيال أحد كبار مساعدي جنبلاط. أثمرت المصالحة بين الطائفتين الدرزية والمسيحية في 8 آب (أغسطس) 2001، عندما قام بطريرك أنطاكية الماروني الكاردينال مار نصر الله بطرس صفير بزيارة تاريخية إلى الشوف والتقى بالزعيم الدرزي والشوف وليد جنبلاط.
في 28 فبراير 1989، قتلت غارة جوية إسرائيلية على الشوف ثلاثة من تلاميذ المدارس وألحقت أضرارًا بمدرستهم. وأُصيب اثنان وعشرون آخرون. كان هذا ثالث هجوم لسلاح الجو الإسرائيلي على لبنان منذ بداية العام.
الشوف هي واحدة من أفضل المناطق اللبنانية التي تم الحفاظ عليها، وقد نجت طبيعتها بشكل عام من البناء المكثف في المتن وكسروان المجاورتين.

## التركيبة السكانية
على الرغم من الخلافات التاريخية بين المسلمين السنة والمسيحيين الموارنة والدروز، لا تزال منطقة الشوف واحدة من أكثر المناطق تنوعًا دينيًا في لبنان. تستضيف المنطقة حاليًا نسباً متساوية من السكان الدروز والمسلمين السنة والمسيحيين (الموارنة والكاثوليك). يشكل كل من الدروز والسنة حوالي 35٪ من السكان، والباقي 30٪ مسيحيون.

## أعلام
- عفيف شيا
- كمال جنبلاط
- بهيج الخطيب